# Saxlingham Nethergate
Saxlingham Nethergate är en ort och civil parish i Storbritannien.   Den ligger i grevskapet Norfolk och riksdelen England, i den sydöstra delen av landet, 150 km nordost om huvudstaden London. Saxlingham Nethergate ligger 25 meter över havet och antalet invånare är 676.
Terrängen runt Saxlingham Nethergate är platt. Runt Saxlingham Nethergate är det ganska tätbefolkat, med 144 invånare per kvadratkilometer. Närmaste större samhälle är Norwich, 10,9 km norr om Saxlingham Nethergate. Trakten runt Saxlingham Nethergate består till största delen av jordbruksmark.